# Amit Farkash

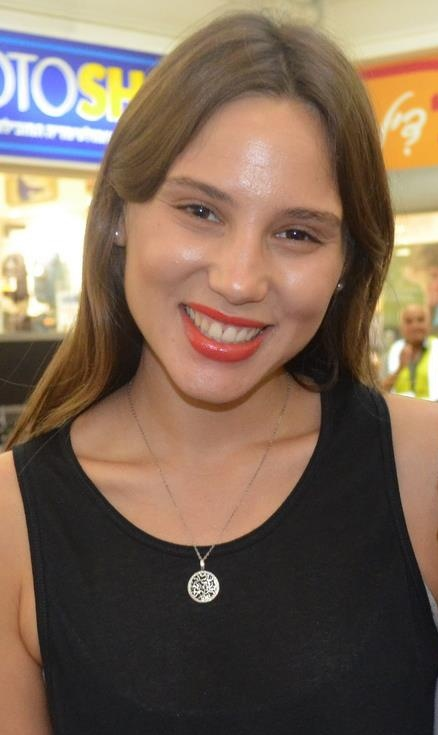
Amit Farkash

Amit Farkash (hebräisch עמית פרקש ʿAmīt Farqasch; * 26. Mai 1989 in Toronto, Kanada) ist eine israelische Schauspielerin und Sängerin.

## Leben und Karriere
Amit Farkash wurde 1989 in Toronto geboren. Als sie zwei Jahre alt war, zog sie mit ihren Eltern nach Israel. Sie wuchs in Ramat Hasharon auf. Im Alter von 13 Jahren begann sie Gesangsunterricht zu nehmen.
Im Jahr 2006 sang sie das Lied milion kochavim (eine Million Sterne). Dieses Lied handelt von ihrem Bruder, Tom Farkash und sang es auf dessen Beerdigung. Tom Farkash starb während des Krieges im Libanon bei einem Hubschrauberabsturz. Das Lied wurde ein israelischer Hit und zu einem Sinnbild des Krieges.
2008 war sie in der israelischen Version des Highschoolmusicals zu sehen. Die Premiere wurde zu einem kommerziellen Erfolg.
2009 spielte sie zunächst eine Nebenrolle in der israelischen Kinderserie Alex pro and cons (אלכס בעד ונגד). Dann übernahm sie die Hauptrolle der Halbvampirin Ella Rozen in der israelischen Fernsehserie Split. Durch diese Rolle wurde sie auch international bekannt. Split wurde an mehr als 60 verschiedene Länder verkauft. Nach drei Staffeln und 135 Folgen endete die Serie im Jahr 2012 und Farkash widmete sich neuen Projekten. Sie brachte ihr Debütalbum Feel heraus und trat auf mehreren israelischen Festivals auf. 2014 ergatterte sie eine Hauptrolle in der Fernsehserie The Nerd Club.
Während der Dreharbeiten zu Split lernte Amit Farkash ihren damaligen Freund Yon Tumarkin kennen. Da die Darsteller auch das Liebespaar in der Serie verkörperten, war ihre Beziehung in den Medien sehr präsent. Tumarkin und Farkash trennten sich im Jahr 2012.

## Filmografie
- 2009: Alex pro and cons
- 2009–2012: Split (Fernsehserie, 135 Episoden)
- 2012: Rokdim Im Kochavim
- 2013: Plaited Braid (Kurzfilm)
- 2014: The Nerd Club (Fernsehserie, Episode 1x01)
- 2017: Masa Hatabaat
- 2017: Kimaat Mefursemet
- 2017: Mo'adon ha'khnounim: ha'seret
- 2022: As Stars Out There (Kurzfilm)
- 2024: Victory

## Diskografie

### Alben
- 2010: Feel

### Singles (Auswahl)
- 2006: Milion Kochavim
- 2009: ארץ אהבה
- 2010: Something New
- 2015: Leyadcha
- 2016: Yom Huledet
- 2023: מעולם לא היית כאן (מתוך פסקול הסרט "המנצחים")
- 2024: Qui vivra verra (mit Imri Ziv)